# نیوواترینگ
نیوواترینگ (به هلندی: Nieuwe-Wetering) یک منطقهٔ مسکونی در هلند است که در ده‌بیلت واقع شده‌است. نیوواترینگ ۱۹۰ نفر جمعیت دارد.